# Rawaki
Rawaki, o també illa Fènix (en anglès Phoenix Island), és una de les illes Fènix, a la república de Kiribati. És deshabitada.

## Geografia
És un antic atol de sorra i corall amb una depressió central on hi ha una llacuna poc profunda i salada no comunicada amb el mar. La superfície total és de 0,5 km² inclosa la llacuna de 0,2 km². Té algunes basses d'aigua dolça, les úniques de les illes Fènix.
Són abundants els ocells marins, els insectes i conills domèstics abandonats per l'home.

## Història
El descobriment està registrat per un balener nord-americà Phoenix, abans del 1828, però no és segur de quin vaixell es tracta ni la data exacte. El capità Moore del Phoenix era en aquesta regió el 1794. El capità David Harris hi va ser entre 1821 i 1824 amb un balener de Nantucket. Un altre balener de New Bedford hi va ser amb el capità Worth el 1822 i amb el capità Stetson el 1824. També podria ser el capità John Palmer amb un balener britànic el 1824.
El nom de l'illa es va estendre a tot l'arxipèlag. Els Estats Units en van prendre possessió, i un any més tard, els britànics també. Protectorat britànic des del 1889, es va incloure el 1937 en la colònia de les illes Gilbert i Ellice fins a la independència de Kiribati el 1979.